# Plethodon kisatchie
Plethodon kisatchie är en groddjursart som beskrevs av Highton in Highton, Maha och Linda Resnick Maxson 1989. Plethodon kisatchie ingår i släktet Plethodon och familjen lunglösa salamandrar. IUCN kategoriserar arten globalt som livskraftig. Inga underarter finns listade i Catalogue of Life.